# 톨스토이 운동

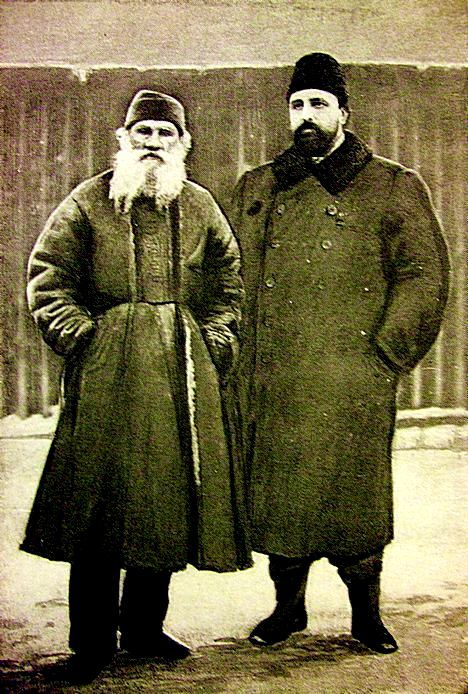
1890년대의 레프 톨스토이 (왼쪽)와 블라디미르 체릇코프 (오른쪽)

톨스토이 운동(러시아어: Толстовство)은 제정 러시아에서 일어난, 종교적이고 윤리적인 사회운동이다. 작가 레프 톨스토이의 종교, 철학 사상에 영향을 받아 1880년대에 나타났다. 그 기본 관념은 톨스토이의 작품 '참회', '나는 무엇을 믿는가?' (ru), '크로이체르 소나타' 등에 잘 나타나 있다.

## 개요
톨스토이 운동가들은 스스로를 기독교도라고 하지만, 보통 제도상의 교회에는 소속하지 않는다. 또 그들은 그리스도의 기적이나 신성보다 그 가르침을 중시한다. 물질보다 정신에 중점을 두는 그 원칙은 '비폭력', '용서, 보편적인 사랑, 도덕적 아이덴티티', 영성, 자기 계발적 인격 (ru), 단순한 삶, 이웃사랑 등이 근저에 있어, 구체적으로는 예수의 공생애나 산상 수훈, 혹은 혼합주의와의 관련을 볼 수 있다. 이러한 원칙이 실행되면 사회가 도덕적으로 변화해, 유토피아의 출현도 가능하다고 톨스토이 운동가들은 생각했다. 그들은 그것을 기존의 사회와 국가를 농민이 다스리는 자유롭고 평등한 공동체로 바꾸는 것으로 달성하려고 했다.
초기의 톨스토이 운동은 경찰, 법률, 군 등의, 강제력에만 따르는 모든 기관의 필요성을 부정해, 대신에 개개인의 정신이나 상호부조에의 자연스러운 욕구를 호소한 점으로 아나키즘과 많은 공통점이 있어, 아나코 평화주의에도 다대한 영향을 주었다. 아나키즘의 지도자 표트르 크로폿킨이 제1차 세계 대전 개전에 호의적이었던 일로부터, 이후의 양자의 관계는 끊어졌지만, 오늘날에도 많은 사람들이 톨스토이 운동을 기독교 아나키즘의 일종이라고 파악하고 있다.
톨스토이 운동가에게는, 톨스토이 본인이 그랬던 것처럼 강고한 채식주의 (유제품은 제외)와 절대금주주의, 금연, 순결 등의 금욕주의이 요구되었다 (이는 독일 영양학 전성의 시대에는 지극히 비정상으로 생각되었다.). 또, 그들은 농사일에서 가축 사용을 극력 피했다.

## 역사
톨스토이 운동가들이 '문화적 스키테'(러시아어: культурныйскит)로 불리는 콜로니를 건설하기 시작한 것은 1880년 무렵의 일로, 그것들은 트베리현, 심비르스크현, 하리코프현, 그리고 남코카서스에서 동시 발생적으로 일어났다. 1895년에는 사상적으로 가까운 두호보르파의 신도가 이에 합류했지만, 그들은 병역을 거부해 무기를 파괴했기 때문에 어려운 탄압을 받았다.
톨스토이는 이러한 사람들이 '러시아 뿐만이 아니라 유럽 전 국토에서, 완전히 우리와 견해가 같은 형태로 나타난' 일에 대해서 '큰 기쁨'을 표명했다. 그러나 그는 사람들이 자신에게 맹종하는 것이 아니라 각각의 양심에 따라서 행동해야 한다고 생각해 특정의 방향성이나 교의를 정하려고는 하지 않았다. 지지자로부터의 편지에 대해서, 톨스토이는 이렇게 쓰고 있다.
'톨스토이 운동'에 대해 나에게 문제의 해결책을 묻는다면, 그것은 많이, 그리고 완전하게 잘못되어 있다. '지도'할 수 있는 것 따위 무엇 하나 없다. 있던 적도 없다. 거기에 있는 것은 나를 위해서, 우리를 위해서, 특별 명확하게 복음서에 의해서 나타나고 있는, 유일 영원하고 보편적인 진리의 가르침 뿐이다. 나는 이 젊은 여성에게, 그녀가 바라듯이 이 나의 양심에 따르는 것이 아니라, 그녀 자신의 양심에 따르도록 조언해 두었다.

톨스토이 운동가들은 선전 활동에도 열심이었다. 블라디미르 체릇코프과 파베르 비류코프 (ru)는 '조정자' (ru)라는 출판사를 설립해, 톨스토이, 그레이프 우스펜스키, 안톤 체호프 등의 작품, 그 외 농학, 수의학, 위생학을 선전하는 서적을 일반용으로 양쇄했다. 런던의 운동가들은 1901년부터 1905년에 걸쳐 '언론의 자유' (ru)라고 제목을 붙인 신문을 간행하고 있었다.
톨스토이의 죽음이나 국가에 의한 검열을 넘어 운동은 발전해, 1917년의 러시아 혁명 직전에는 사마라현, 페름현, 쿠르스크현, 키예프현에도 농업 커뮤니티가 생기는 등, 운동은 최전성기를 맞이했다. 그러나, 1920년대부터 30년대에 걸쳐, 소비에트 사회주의 연방공화국에서는 톨스토이 운동은 탄압되어 그들의 농업 코뮌은 집단화에 의해 해체되었다. 야코프 드라그노프스키 (Yakov Dragunovsky)와 같이 재판에 회부할 수 있는 그라그에 보내진 운동 지도자도 있었다. 안에는 인생과 노동 코뮌 (en)과 같이 시베리아에 피해 대조국전쟁 전까지 살아남은 코뮌도 존재했다.
오늘날, 톨스토이 운동은 서구, 북미, 일본, 인도, 불가리아 등의 나라들에 남아있다. 마하트마 간디는 대표적인 톨스토이 운동가이다. 러시아에서는 최근 '톨스토이 운동'을 자칭하는 신도수 500명 정도의 종교 단체가 공인되었지만, 그 내용은 본래 톨스토이 운동과 매우 차이가 난다. 유럽 전역에 톨스토이 운동이 퍼지지 않았던 원인으로는, 인원에 호환성이 없었던 것과 원래 농업 경험 자체가 부족했던 것을 들 수 있다.

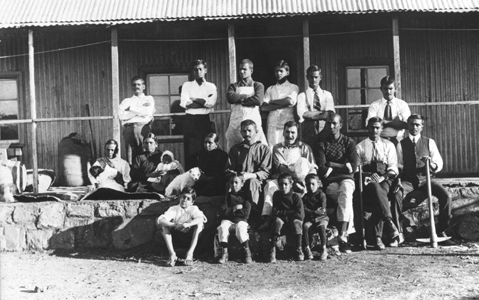
톨스토이 펌의 마하트마 간디 (1910년)

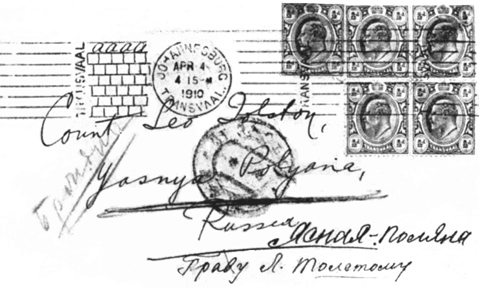
간디가 톨스토이에게 보낸 편지 (1914년)

### 아프리카
마하트마 간디는 톨스토이의 사상에 촉발되어 남아프리카의 요하네스브르크 근교에 '톨스토이 펌'이라는 콜로니를 설치했다. 1100에이커 (4.5평방 킬로미터)의 면적이 있는 이 콜로니는 간디주의자 헬만 카렌바흐 (en)에 의해서 조달되어 1910년에는 사티야그라하 아래에 놓여졌다.

### 미국
미국의 저명한 톨스토이 운동가, 아네스트 하워드 크로스비 (en)는 1896년에 다수의 기독교 사회주의자에 의해서 조지아주에 설립된, 면적 932 에이커 (3.77평방 킬로미터)의 기독교도의 연방 콜로니를 원조하고 있었다. 또, 콜로니는 헨리 조지나 에드워드 벨러미의 사상에도 영향을 받고 있다.

### 유럽
영국에서는, 브라더후드 교회 (en)의 존 콜맨 켄워지 (John Coleman Kenworthy)가 1896년에 에섹스 주 프아라이후에서 콜로니를 설립하고 있다. 이 커뮤니티는 수년으로 폐쇄되었지만, 그 멤버가 새롭게 설립한 콜로니는 그로스타샤의 화이트 웨이 콜로니와 요크샤의 스테이플톤 콜로니 (en)로서 현존하고 있다. 그래도 화이트 웨이 콜로니는 머지않아 톨스토이의 원칙을 방폐하고 있으므로, 1909년에 거기를 방문한 간디를 포함해 많은 사람들에게는 톨스토이 운동의 실패예라고 보여지고 있다.
같은 영국에서는 2005년에 '톨스토이 운동'이라는 이름의, 평화주의, 아나키즘, 비건에 임하는 사람들의 네트워크가, 제랄드 베인 (Gerard Bane)에 의해서 설립되고 있다.
요하네스 반 델 필 (Johannes Van der Veer)은 네델란드에서의 톨스토이 운동의 지도자이다. 네델란드에서는 2개의 콜로니가 형성되었다. 북 호 랜트 주 붓슴의 것은 단명에 끝났지만, 유트레히트 근교의 블라리쿰의 것은 전자보다 성공했다.

## 정교회와 대립
1897년, 카잔에서 개최된 제3회 전러시아 선교사 대회에서, 정교회의 저명한 홍보관인 바실리 스크보르트프(ru)는 톨스토이 운동에 대해 다음과 같이 비난하였다..
이단자이자 궤변가인 톨스토이가 쓴 종교 논문에는 (중략) 선교사 의회의 전문가로부터 보면 이 종교 운동이 종교적, 사회적인 종파인 것이 분명한 기술이 여럿 보인다. 이것은 정치적인 문제뿐 아니라, 교회에서 보기에도 유해하기 짝이 없다.

1901년, 러시아 정교회 신성통치종무원은 '톨스토이는 정교회와는 일절의 관계를 가지지 않는다'라고 공식으로 선언해, 톨스토이는 정교회로부터 파문되었다.
그러나, 계급, 종교, 그 외의 골조로부터의 해방이라는 이 운동이 톨스토이의 인생에 큰 의미를 가지고 있던 것은 부정할 수 없다. 자신은 공작으로 다투어지고 있으면서, 톨스토이는 농민과 함께 있었다. 톨스토이는 기독교의 교의를 비저항의 표현이라고 봐, 교회 조직은 그 가르침에 반한다고 하여 반삼위일체주의를 지지했다. 하지만 톨스토이의 가족들은 그가 신성통치종무원과 가장 험악했던 시기에도 교회에 다니는 것을 빠뜨리지 않았다.

## 유명한 톨스토이 운동가
- 블라디미르 체릇코프 - 출판인, 운동의 조직자
- 바렌틴 브르가코프 - 톨스토이의 마지막 비서
- 니코라이 게 - 화가
- 게오르기 가폰 - 친혁명파의 사제
- 두살 마코비트키 - 슬로바키아의 의사, 작가, 사회운동가

## 같이 보기
- 레프 톨스토이
- 프랑스의 코뮌
- 아나코 평화주의

### 내용주
1. ↑  라고 해도 예외도 존재한다. 프라하에서 나치스 친위대에 체포된 톨스토이 전 비서, 바렌틴 브르가코프는 허술한 배급에 의한 몸의 쇠약으로부터 수주일에 채식주의의 방폐를 피할 수 없게 되었다.

## 참고 문헌
- (러시아어) Кривенко С. Н. На распутьи. — 2-е изд. — М., 1901.
- (러시아어) Свенцицкий В. П. [http://az.lib.ru/s/swencickij_w_p/text_0070_religia_zdravogo_smysla.shtml Религия «здравого смысла»] // Живая Жизнь. — 1907. — № 1. С. 47-56.
- (러시아어) Пругавин А. С. О Льве Толстом и толстовцах. — М., 1911.
- (러시아어) Булгаков В. Ф. Опомнитесь, люди-братья! История воззвания единомышленников Л. Н. Толстого против мировой войны 1914—1918 гг.. T. 1. — М., Задруга, 1922.
- (러시아어) Клибанов А. И. «Религиозное сектантство и современность». М., «Наука», 1969
- (러시아어) Булгаков В. Ф. О Толстом. Воспоминания и рассказы.（2009年7月10日時点のアーカイブ） Составление, вступительная статья и примечания доктора филологических наук А. И. Шифмана. Тула, Приок. кн. изд-во, 1978. 479+8 п.
- (러시아어) Поповский М. А. Русские мужики рассказывают. Последователи Л. Н. Толстого в Советском Союзе 1918—1977. L., 1983
- (러시아어) Мазурин Б. В. Рассказ и раздумье об истории одной толстовской коммуны «Жизнь и труд». — Новый мир. 1988, No 9
- (러시아어) Синявский Б. По заветам Льва Толстого. — Известия. 07.01.1989.
- (러시아어) Рогинский А. Б. Воспоминания крестьян-толстовцев. 1910-е — 1930-е годы. — М.: Книга, 1989.
- (러시아어) Эджертон У. Толстой и толстовцы / Пер. с англ. Д. А. Карельского // Новый мир. — 1989. — № 3.
- (러시아어) Материалы о толстовцах из сб. «Возвращение памяти». (Возвращение памяти. Историко-публицистический альманах. Вып. 1-3. Новосибирск, 1991—1997.)
- (러시아어) М. А. Рашковская, Е. Б. Рашковский «Милые братья и сестры…» // Религии мира. История и современность. 1989—1990, М., «Восточная литература», 1993
- (러시아어) Лурье Я. С. После Льва Толстого. Исторические воззрения Толстого и проблемы XX века, СПб., «Дмитрий Буланин», 1993 — главы: Толстовцы и большевики, Заключение. Толстой на пороге XXI века.
- (러시아어) Шенталинский В. Донос на Сократа // «Новый Мир» 1996, № 11
- (러시아어) Эджертон У. Загадка влияния учения Л. Толстого на мировое сообщество // «Ненасилие как мировоззрение и образ жизни», М., ИВИ РАН, 2000.
- (러시아어) Мелешко Е. Д. «Христианская этика Л. Н. Толстого», М., «Наука», 2006
- (불가리아어) Йорданов Й. Сборник «Толстоизмът-божествената същност на човека». Варна. 2008
- (러시아어) Петухова Т. В."Коммуны и артели толстовцев в советской России (1917—1929 г.), Ульяновск, УлГТУ,2008 г.
- (러시아어) [http://az.lib.ru/t/tolstoj_lew_nikolaewich/text_1140.shtml Толстой Л. Н. против троицы]
- (러시아어) [http://az.lib.ru/t/tolstoj_lew_nikolaewich/text_1130.shtml Толстой Л. Н. против обожествления Иисуса.]
- (러시아어) [http://az.lib.ru/t/tolstoj_lew_nikolaewich/text_1120.shtml Толстой Л. Н. против 7-ми таинств.]
- (러시아어) [http://az.lib.ru/t/tolstoj_lew_nikolaewich/text_1110.shtml Толстой Л. Н. отрицает Иисуса как Искупителя.]
- (러시아어) [http://az.lib.ru/t/tolstoj_lew_nikolaewich/text_1150.shtml Толстой Л. Н. Критика православного богослужения]
- (러시아어) Чудиновских Е. Н. Общесто истинной свободы в память Л. Н. Толстого в Уржуме, ГОУ «Гаспико», 2010